# Bläckhjärta
Bläckhjärta (ty. Tintenherz) är en fantasyroman av Cornelia Funke som utkom 2004.
Uppföljaren heter Bläckmagi (ty. Tintenblut) och den tredje, Bläckdöd (ty. Tintentod).

## Handling
Huvudpersonen Meggie Folchart, 12 år, har alltid älskat böcker. Hon bor med sin far Mortimer Folchart (som hon kallar för Mo) och deras böcker. Modern Teresa har varit försvunnen sedan Meggie var väldigt liten.
Mo har en förmåga att kunna kalla fram böckers karaktärer till verkligheten, och äventyret börjar när en gammal bekant till Mo, Sotfinger, knackar på dörren och varnar för en man vid namn Capricorn. Meggie och Mo reser till faster Elinor, som äger ett mycket dyrbart och gammalt bibliotek, och där gömmer Mo boken om vilket allt handlar. Var är Meggies mamma?
Vem är Sotfinger? Vem är Capricorn? Är han farlig?

## Filmatisering
En filmversion av boken hade biopremiär i Sverige 6 mars 2009. Den har senare även visats på svensk TV.